# Paul Giesler
Pour les articles homonymes, voir Giesler.
Paul Giesler, né le 15 juin 1895 à Siegen et mort le 8 mai 1945 à Berchtesgaden, est un homme politique allemand du Troisième Reich. Membre du NSDAP, il est Gauleiter de la Westphalie du Sud (« Westfalen-Süd ») de 1941 à 1942, puis Gauleiter du Gau « München-Oberbayern » du 12 avril 1944 à mai 1945. Il est aussi Ministerpräsident de Bavière du 2 novembre 1942 au 28 avril 1945, date à laquelle Hitler le nomme ministre de l'Intérieur du Reich. Il le reste quelques jours, notamment dans l'éphémère gouvernement de Flensbourg dirigé par Karl Dönitz, avant de se suicider avec sa femme le dernier jour du conflit à Berchtesgaden, lieu de villégiature du Führer.

## Biographie

### Jeunes années
Paul Giesler grandit dans un milieu bourgeois et protestant. Son père est architecte. La Première Guerre mondiale éclatant, il se porte volontaire pour aller au front et, en août 1914, commande une compagnie d'un bataillon du génie de la Garde. Il est blessé à plusieurs reprises.

### Entre-deux-guerres
La guerre terminée il s'installe comme architecte indépendant à Siegen. Son frère Hermann, architecte de formation est lui un homme très en cour, participant à la construction du château de formation des SS à Sonthofen et au tombeau que voulait se faire bâtir Adolf Hitler. Durant la Nuit des Longs Couteaux, étant en vacances, il n'est pas arrêté.

### Seconde Guerre mondiale

#### Dans l’armée
Il sert dans l'armée pendant les campagnes de Pologne et de France.

#### Fonctions civiles
Il reprend du service dans le NSDAP à l'instigation de Martin Bormann et devient Gauleiter de la Westphalie du Sud (Westfalen-Süd) de 1941 à 1942. En avril 1942, il succède à Adolf Wagner en Bavière du Nord.
Après la mort de Ludwig Siebert, le 1er novembre 1942, il devient ministre-président de Bavière.
En Bavière il se met en avant par ses prises de position contre l'éducation des femmes, pour la persécution des étudiants et l'arrestation des membres du groupe de La Rose blanche.

#### Fin de la guerre et suicide
Durant le mois de mars 1945, les troupes alliées approchant, il tente de hâter le « nettoyage » du camp de Dachau en faisant pression sur Karl von Eberstein. Néanmoins, celui-ci dit refuser de suivre cet ordre et se réfugie derrière un ordre de Himmler pour rendre les camps. Paul Giesler le démet alors de ses fonctions en avril 1945 tandis que Martin Bormann le qualifie de « défaitiste ».
En avril, Paul Giesler est nommé commissaire de la défense du Sud du Reich, et, aidé d'unités SS il se distingue dans la répression brutale des Freiheitsaktion Bayern, unités de résistance anti-nazie de Rupprecht Gerngroß (en). Le 28 avril 1945, il est nommé ministre de l'Intérieur du Reich, poste qu'il n'occupe que quelques jours de jure, au sein des cabinets Hitler et Goebbels et, après la mort de ceux-ci, du cabinet Schwerin von Krosigk sous la présidence de l'amiral Dönitz.
Le 8 mai 1945, apprenant la capitulation du Reich, Paul Giesler se suicide avec son épouse.